# Somatovelleda camerunica
Somatovelleda camerunica är en skalbaggsart som beskrevs av Stefan von Breuning 1943. Somatovelleda camerunica ingår i släktet Somatovelleda och familjen långhorningar. Inga underarter finns listade i Catalogue of Life.